# Empire Earth 3
Empire Earth 3 ist ein Echtzeit-Strategiespiel, das von Mad Doc Software entwickelt und von Sierra Entertainment 2007 veröffentlicht wurde. Es ist der dritte Teil innerhalb der Empire Earth Spieleserie und der direkte Nachfolger zu Empire Earth 2. Empire Earth 3 erhielt als einziger Serienteil in Deutschland keine Jugendfreigabe. Es zählte zu den ersten Titel unter der Games for Windows Marke. Wie die vorherigen Serienteile wurde es bei GOG.com wiederveröffentlicht. Mit der Abschaltung des GameSpy-Dienstes ist kein offizieller Mehrspieler über das Internet mehr möglich.

## Spielprinzip
Im Vergleich zu Empire Earth 2 wurde die Komplexität stark reduziert. Es gibt nur noch drei spielbare Fraktionen (Westliche Welt, Mittlerer Osten, Ferner Osten) und fünf Epochen. Der mittlere Osten setzt dabei etwa auf Angriffe aus dem Hinterhalt. Anstelle die Geschichte nachzuerzählen, geht es darum, Weltherrschaft zu erlangen. Hierfür sind 60 Provinzen verteilt über alle Kontinente, die erobert werden müssen. Lokale Stämme können einem dabei neutral, freundlich oder feindlich gesinnt sein. Als Ressource dient Geld, das über Marktplätze zu den Hauptquartieren transportiert werden muss, wobei eine längere Strecke mehr Profit einbringt. Durch Forschung versuchen sich die Spieler einen Vorsprung zu verschaffen und durch Geheimdienstaktivität den Gegner auszuspionieren.
Die Fraktionen unterscheiden sich nicht mehr nur vom Aussehen her, sondern sind auch spielerisch verschieden. Auf der Weltkarte wird rundenbasiert gespielt, während die Gefechte in den Provinzen in Echtzeit ablaufen. Die neutralen Stämme dienen dort als Questgeber für optionale Aufgaben. Zudem gibt es auch spielentscheidende Superwaffen wie die Möglichkeit, ein Schwarzes Loch zu erzeugen, das Einheiten verschlingt. Infanterie, Kavallerie, Artillerie, See- und später Lufteinheiten sind dabei nach dem Schere-Stein-Papier-Prinzip ausbalanciert.

## Rezeption
Der Versuch, bekannte Ideen zu vereinfachen, funktioniere nicht. Das Spielprinzip sei altmodisch. Die Eingeborenen kämpften oftmals mit den gleichen Einheiten wie der Spieler. Es handele sich um den Tiefpunkt der Serie. Die Gefechte im Welteroberungsmodus wiederholten sich genau wie die immer gleiche anspruchslose Aufbauphase. Abseits des Spielprinzips seien auch eklatante technische Probleme aufgetaucht. Die Hardwareanforderungen seien überhöht, es gäbe erhebliche Probleme mit der künstlichen Intelligenz sowie eine miserable Wegfindung. Die Verknüpfung des an Risiko erinnernden Rundenmodus mit Echtzeitschlachten gelänge nicht. Die Gefechte seien langweilig. Das Spiel scheitere jedoch auch an veralteter Technik. Die deutsche Sprachausgabe sei peinlich.